# Port lotniczy Puerto Maldonado-Padre Alamiz
Port lotniczy Puerto Maldonado-Padre Alamiz (IATA: PEM, IATA: SPTU) – port lotniczy położony w Puerto Maldonado, w regionie Madre de Dios, w Peru.